# 1350
Il 1350 (MCCCL in numeri romani) è un anno  del XIV secolo.

## Eventi
- 9 gennaio - Giovanni II Valente diventa Doge di Genova.
- 23 maggio - Alcuni sostenitori di Guglielmo I di Baviera, Conte d'Olanda, impegnato nella sua lotta al potere con la madre Margherita II di Hainaut, Contessa d'Olanda, fondano la Lega del Merluzzo.
- 22 agosto - Giovanni II il Buono viene incoronato Re di Francia.
- 29 agosto - Battaglia di Les Espagnols sur Mer di Winchelsea: la flotta inglese comandata personalmente dal Re d'Inghilterra Edoardo III sconfigge la flotta di Castiglia.
- 5 settembre - I nobili conservativi della Contea d'Olanda, fedeli alla contessa Margherita II, fondano la Lega del Gancio.
- Viene fondato il Trinity Hall, college dell'Università di Cambridge
- Hayam Wuruk succede alla regina regnante Tribhuwana Wijayatunggadewi come sovrano del Majapahit, in Indonesia.
- Fondazione della Città e del Regno di Ayutthaya, nell'odierna Thailandia[1]
- Invenzione della sveglia in Germania.
- La Svezia introduce la legge nazionale del Magnus Erikssons landslag.

## Nati
- 23 gennaio - Vincenzo Ferreri, presbitero e santo spagnolo († 1419)
- 4 febbraio - Branda Castiglioni, cardinale, umanista e mecenate italiano († 1443)
- 13 aprile - Margherita III di Fiandra, contessa († 1405)
- 23 giugno - Jacopo Dal Verme, condottiero italiano († 1409)
- 27 giugno - Manuele II Paleologo, imperatore bizantino († 1425)
- 10 agosto - Bernardo Cabrera, nobile, politico e militare spagnolo († 1423)
- 12 ottobre - Demetrio di Russia, principe russo († 1389)
- 26 novembre - Ibn al-Jazari, giurista, teologo e storico arabo († 1439)
- 27 dicembre - Giovanni I d'Aragona, re († 1396)
- Giorgio Adorno, doge († 1430)
- Pierre d'Ailly, cardinale, teologo e filosofo francese († 1420)
- János Aquila, architetto e pittore ungherese († 1406)
- Ludovico Bonito, cardinale e arcivescovo cattolico italiano († 1413)
- Gino di Neri Capponi, politico italiano († 1421)
- Giacomo Cavalli, vescovo cattolico italiano
- Jehuda Cresques, cartografo spagnolo († 1427)
- Uberto Decembrio, umanista italiano († 1427)
- Annabella Drummond, regina († 1401)
- Profiat Duran, medico e filosofo spagnolo († 1415)
- Inês Pires, nobildonna portoghese
- Francesco da Fiano, umanista italiano († 1421)
- Joan Holland, nobile inglese († 1384)
- Thomas Holland, II conte di Kent, conte inglese († 1397)
- Inca Roca, sovrano inca († 1380)
- Lapo Mazzei, notaio italiano († 1412)
- John Montacute, III conte di Salisbury, militare britannico († 1400)
- Mādhavan di Sangamagrama, matematico e astronomo indiano († 1425)
- Niccolò Ciminello di Bazzano, scrittore italiano († 1430)
- Fiorenzo Radewijn, mistico olandese († 1400)
- Dino Rapondi, mercante e politico italiano († 1416)
- Paolo Savelli, nobile e condottiero italiano († 1405)
- William le Scrope, I conte di Wiltshire, conte britannico († 1399)
- Signorino de Amadeo, giurista italiano († 1419)
- Katherine Swynford, nobile († 1403)
- Beatrice Visconti, nobildonna italiana († 1410)
- Nicolaus Wurm, giurista tedesco
- Cecco del Borgo, nobile e condottiero italiano († 1411)
- Guglielmo della Scala, politico italiano († 1404)
- Antonio di Vincenzo, architetto italiano
- Johannes von Tepl, scrittore ceco († 1415)

## Morti
- 6 gennaio - Giovanni da Murta, doge
- 25 gennaio - Alvaro Pelagio, teologo e vescovo cattolico spagnolo
- 12 marzo - Girolamo Gherarducci, presbitero italiano
- 26 marzo - Alfonso XI di Castiglia, sovrano spagnolo (n. 1311)
- 6 giugno - Bertrando di San Genesio, patriarca cattolico francese
- 16 giugno - Bonincontro di Giovanni d'Andrea, giurista italiano
- 17 luglio - Annibaldo Caetani, cardinale e arcivescovo cattolico italiano
- 27 luglio - Lucia Bufalari, religiosa italiana
- 5 agosto - Cecco da Pesaro, religioso italiano
- 7 agosto - Alberto da Sassoferrato, monaco cristiano italiano
- 7 agosto - Beltramino Parravicini, vescovo cattolico italiano
- 22 agosto - Filippo VI di Francia, re (n. 1293)
- 23 settembre - Ibn Qayyim al-Jawziyya, giurista e teologo arabo (n. 1292)
- 19 novembre - Raoul II di Brienne, nobile francese
- 23 novembre - Bernardo d'Albi, cardinale, vescovo cattolico e poeta francese
- 19 dicembre - Giacomo II da Carrara, politico italiano
- Lippo II Alidosi, nobile italiano
- Beatrice di Bar, nobile francese (n. 1310)
- Capac Yupanqui, sovrano inca (n. 1320)
- Thomas Dagworth, cavaliere medievale e nobile britannico (n. 1276)
- Stefano Dupin, patriarca cattolico italiano
- Isidoro I di Costantinopoli
- Johannes de Muris, teorico della musica, matematico e astronomo francese
- Miles de Noyers, militare francese
- Ruggero Bernardo I di Castelbon, nobile (n. 1310)
- Juan Ruiz, poeta spagnolo (n. 1283)
- Stefano Fiorentino, pittore italiano (n. 1301)
- Berardo II da Varano, condottiero e politico italiano
- Thomas Waleys, teologo inglese (n. 1287)
- Niceforo Callisto Xanthopoulos, monaco cristiano e storico bizantino
- Yoshida Kenkō, scrittore giapponese
- Pere II de Santcliment, politico e ammiraglio spagnolo

## Calendario
| Calendario 1350 | Calendario 1350 | Calendario 1350 | Calendario 1350 | Calendario 1350 | Calendario 1350 | Calendario 1350 | Calendario 1350 | Calendario 1350 | Calendario 1350 | Calendario 1350 | Calendario 1350 | Calendario 1350 | Calendario 1350 | Calendario 1350 | Calendario 1350 | Calendario 1350 | Calendario 1350 | Calendario 1350 | Calendario 1350 | Calendario 1350 | Calendario 1350 | Calendario 1350 | Calendario 1350 | Calendario 1350 | Calendario 1350 | Calendario 1350 | Calendario 1350 | Calendario 1350 | Calendario 1350 | Calendario 1350 | Calendario 1350 | Calendario 1350 |
| --------------- | --------------- | --------------- | --------------- | --------------- | --------------- | --------------- | --------------- | --------------- | --------------- | --------------- | --------------- | --------------- | --------------- | --------------- | --------------- | --------------- | --------------- | --------------- | --------------- | --------------- | --------------- | --------------- | --------------- | --------------- | --------------- | --------------- | --------------- | --------------- | --------------- | --------------- | --------------- | --------------- |
|                 | 1               | 2               | 3               | 4               | 5               | 6               | 7               | 8               | 9               | 10              | 11              | 12              | 13              | 14              | 15              | 16              | 17              | 18              | 19              | 20              | 21              | 22              | 23              | 24              | 25              | 26              | 27              | 28              | 29              | 30              | 31              |                 |
| Gennaio         | Ve              | Sa              | Do              | Lu              | Ma              | Me              | Gi              | Ve              | Sa              | Do              | Lu              | Ma              | Me              | Gi              | Ve              | Sa              | Do              | Lu              | Ma              | Me              | Gi              | Ve              | Sa              | Do              | Lu              | Ma              | Me              | Gi              | Ve              | Sa              | Do              |                 |
| Febbraio        | Lu              | Ma              | Me              | Gi              | Ve              | Sa              | Do              | Lu              | Ma              | Me              | Gi              | Ve              | Sa              | Do              | Lu              | Ma              | Me              | Gi              | Ve              | Sa              | Do              | Lu              | Ma              | Me              | Gi              | Ve              | Sa              | Do              |                 |                 |                 |                 |
| Marzo           | Lu              | Ma              | Me              | Gi              | Ve              | Sa              | Do              | Lu              | Ma              | Me              | Gi              | Ve              | Sa              | Do              | Lu              | Ma              | Me              | Gi              | Ve              | Sa              | Do              | Lu              | Ma              | Me              | Gi              | Ve              | Sa              | Do              | Lu              | Ma              | Me              |                 |
| Aprile          | Gi              | Ve              | Sa              | Do              | Lu              | Ma              | Me              | Gi              | Ve              | Sa              | Do              | Lu              | Ma              | Me              | Gi              | Ve              | Sa              | Do              | Lu              | Ma              | Me              | Gi              | Ve              | Sa              | Do              | Lu              | Ma              | Me              | Gi              | Ve              |                 |                 |
| Maggio          | Sa              | Do              | Lu              | Ma              | Me              | Gi              | Ve              | Sa              | Do              | Lu              | Ma              | Me              | Gi              | Ve              | Sa              | Do              | Lu              | Ma              | Me              | Gi              | Ve              | Sa              | Do              | Lu              | Ma              | Me              | Gi              | Ve              | Sa              | Do              | Lu              |                 |
| Giugno          | Ma              | Me              | Gi              | Ve              | Sa              | Do              | Lu              | Ma              | Me              | Gi              | Ve              | Sa              | Do              | Lu              | Ma              | Me              | Gi              | Ve              | Sa              | Do              | Lu              | Ma              | Me              | Gi              | Ve              | Sa              | Do              | Lu              | Ma              | Me              |                 |                 |
| Luglio          | Gi              | Ve              | Sa              | Do              | Lu              | Ma              | Me              | Gi              | Ve              | Sa              | Do              | Lu              | Ma              | Me              | Gi              | Ve              | Sa              | Do              | Lu              | Ma              | Me              | Gi              | Ve              | Sa              | Do              | Lu              | Ma              | Me              | Gi              | Ve              | Sa              |                 |
| Agosto          | Do              | Lu              | Ma              | Me              | Gi              | Ve              | Sa              | Do              | Lu              | Ma              | Me              | Gi              | Ve              | Sa              | Do              | Lu              | Ma              | Me              | Gi              | Ve              | Sa              | Do              | Lu              | Ma              | Me              | Gi              | Ve              | Sa              | Do              | Lu              | Ma              |                 |
| Settembre       | Me              | Gi              | Ve              | Sa              | Do              | Lu              | Ma              | Me              | Gi              | Ve              | Sa              | Do              | Lu              | Ma              | Me              | Gi              | Ve              | Sa              | Do              | Lu              | Ma              | Me              | Gi              | Ve              | Sa              | Do              | Lu              | Ma              | Me              | Gi              |                 |                 |
| Ottobre         | Ve              | Sa              | Do              | Lu              | Ma              | Me              | Gi              | Ve              | Sa              | Do              | Lu              | Ma              | Me              | Gi              | Ve              | Sa              | Do              | Lu              | Ma              | Me              | Gi              | Ve              | Sa              | Do              | Lu              | Ma              | Me              | Gi              | Ve              | Sa              | Do              |                 |
| Novembre        | Lu              | Ma              | Me              | Gi              | Ve              | Sa              | Do              | Lu              | Ma              | Me              | Gi              | Ve              | Sa              | Do              | Lu              | Ma              | Me              | Gi              | Ve              | Sa              | Do              | Lu              | Ma              | Me              | Gi              | Ve              | Sa              | Do              | Lu              | Ma              |                 |                 |
| Dicembre        | Me              | Gi              | Ve              | Sa              | Do              | Lu              | Ma              | Me              | Gi              | Ve              | Sa              | Do              | Lu              | Ma              | Me              | Gi              | Ve              | Sa              | Do              | Lu              | Ma              | Me              | Gi              | Ve              | Sa              | Do              | Lu              | Ma              | Me              | Gi              | Ve              |                 |